# 西安地铁9号线
西安地铁9号线是西安地铁的一条运营中线路，全长25.2公里，共设15站，全部为地下站。9号线一期工程已于2017年1月9日开工，2020年12月9日开始试乘，12月28日开通运营。线路标识色为 Pantone 1375C 。本线由西安中铁轨道交通有限公司负责工程建设、运营管理、资源开发经营。
2023年9月15日，西安地铁9号线延迟双向末班车时间。

## 车站列表
所有车站都位于西安市内。
| 站名                        | 行政区 | 启用日期       | 接驳线路    | 站台类型       |
| --------------------------- | ------ | -------------- | ----------- | -------------- |
| 纺织城                      | 灞桥区 | 2020年12月28日 | 1号线 6号线 | 地下侧式站台   |
| 香王                        | 灞桥区 | 2020年12月28日 |             | 半地下岛式站台 |
| 灞柳二路                    | 灞桥区 | 2020年12月28日 |             | 地下岛式站台   |
| 田王                        | 灞桥区 | 2020年12月28日 |             | 地下岛式站台   |
| 洪庆                        | 灞桥区 | 2020年12月28日 |             | 地下岛式站台   |
| 紫霞三路                    | 灞桥区 | 2020年12月28日 |             | 地下岛式站台   |
| 凤凰池                      | 临潼区 | 2020年12月28日 |             | 半地下岛式站台 |
| 鹦鹉寺公园                  | 临潼区 | 2020年12月28日 |             | 地下岛式站台   |
| 芷阳广场                    | 临潼区 | 2020年12月28日 |             | 地下岛式站台   |
| 西工程大·西科大（临潼校区） | 临潼区 | 2020年12月28日 |             | 地下岛式站台   |
| 西花园                      | 临潼区 | 2020年12月28日 |             | 地下岛式站台   |
| 华清池                      | 临潼区 | 2020年12月28日 |             | 地下岛式站台   |
| 东三岔                      | 临潼区 | 2020年12月28日 |             | 地下岛式站台   |
| 银桥大道                    | 临潼区 | 2020年12月28日 |             | 地下岛式站台   |
| 秦陵西                      | 临潼区 | 2020年12月28日 |             | 地下岛式站台   |